# Norbert Eder
Norbert Alban Eder (ur. 7 listopada 1955 w Dettelbach, zm. 2 listopada 2019) – niemiecki piłkarz występujący na pozycji obrońcy. Trener piłkarski.

## Kariera klubowa
Eder treningi rozpoczął w 1963 roku w klubie VfR Bibergau. W 1973 roku trafił do juniorów zespołu 1. FC Nürnberg. W 1974 roku został włączony do jego pierwszej drużyny, grającej w 2. Bundeslidze Süd. W 1978 roku awansował z klubem do Bundesligi. W tych rozgrywkach zadebiutował 12 sierpnia 1978 roku w przegranym 0:2 pojedynku z VfL Bochum. 23 grudnia 1978 roku w wygranym 1:0 spotkaniu z Borussią Mönchengladbach strzelił pierwszego gola w Bundeslidze. W 1979 roku spadł z zespołem do 2. Bundesligi Süd, ale po roku powrócił z nim do Bundesligi. W 1. FC Nürnberg grał do 1984 roku.
W 1984 roku Eder odszedł do Bayernu Monachium, również grającego w Bundeslidze. Pierwszy ligowy mecz zaliczył tam 25 sierpnia 1984 roku przeciwko Arminii Bielefeld (3:1). W Bayernie spędził 4 lata. W tym czasie zdobył z klubem 3 mistrzostwa RFN (1985, 1986, 1987) i Puchar RFN (1986). W 1987 roku dotarł z nim także do finału Pucharu Mistrzów, jednak Bayern uległ tam drużynie FC Porto. W 1988 roku Eder został graczem szwajcarskiego FC Zürich, gdzie w 1990 roku zakończył karierę.

## Kariera reprezentacyjna
W reprezentacji RFN Eder zadebiutował 11 maja 1986 roku w zremisowanym 1:1 towarzyskim meczu z Jugosławią. W tym samym roku znalazł się w kadrze na Mistrzostwa Świata. Zagrał na nich w pojedynkach z Urugwajem (1:1), Szkocją (2:1), Danią (0:2), Marokiem (1:0), Meksykiem (0:0, 4:1 w rzutach karnych), Francją (2:0) i w finale z Argentyną (2:3). Na tamtym mundialu reprezentacja RFN zajęła 2. miejsce. W drużynie narodowej Eder rozegrał w sumie 9 spotkań, wszystkie w 1986 roku.